# The Body (film)
The Body è un film del 2001 diretto da Jonas McCord con protagonista Antonio Banderas, basato sull'omonimo romanzo di Richard Sapir edito in Italia col titolo Il corpo.

## Trama
Gerusalemme. In una tomba l'archeologa Sharon Golban trova uno scheletro che reca i segni di una crocefissione; nella tomba viene inoltre ritrovata una moneta che la daterebbe al I secolo d.C., più precisamente l'anno 32, in cui morì Gesù Cristo. Sul teschio sono presenti i segni delle punture di molte spine, mentre le gambe non sono fratturate come accadeva per i condannati a tale morte; alcuni indizi lascerebbero inoltre pensare che il defunto fosse un falegname, e che il suo costato sia stato trafitto da una lancia. Le autorità iniziano a sospettare che si possa trattare del corpo dello stesso Gesù, cosa che confuterebbe la Resurrezione mettendo di conseguenza in seria discussione l'esistenza stessa del Cristianesimo. Padre Matt Gutierrez, un gesuita, viene inviato dal Vaticano per indagare sulla scoperta.
Una volta sul posto, Gutierrez si trova a compiere la propria indagine tra le mire di politici, fanatici religiosi e terroristi che hanno intenzione di sfruttare la scoperta a proprio vantaggio, o al contrario di tenerla segreta per sempre. Il gesuita è in effetti convinto che lo scheletro non appartenga a Gesù; in seguito all'acquisizione di nuovi indizi, tuttavia, finirà per convincersi del contrario, e sente la sua fede vacillare. Quando è ormai pronto a rivelare al mondo la scoperta, il suo consigliere spirituale padre Lavelle si suicida a causa dell'impossibilità di conciliare l'evidenza scientifica con la propria fede; poco dopo la tomba e lo scheletro saranno distrutti in un attentato dinamitardo.
Gutierrez comprende che, nonostante tutto, la sua fede è ancora salda, ma capisce anche di aver sempre difeso gli interessi della Chiesa Cattolica e non la pura e semplice verità, per questo motivo rinuncia al sacerdozio. Un'ultima inquadratura della tomba distrutta indugia su un'epigrafe nascosta, la quale spiega che il corpo non era effettivamente quello di Cristo, ma di un cristiano morto subendo una simile passione.